# Iso-Muna
Iso-Muna är en ö i Finland. Den ligger i sjön Joutsenselkä och i kommunen Pälkäne i den ekonomiska regionen Tammerfors och landskapet Birkaland, i den södra delen av landet, 140 km norr om huvudstaden Helsingfors. Öns area är 1,9 hektar och dess största längd är 310 meter i nord-sydlig riktning.